# Pisenor arcturus
Pisenor arcturus is een spinnensoort uit de familie Barychelidae. De soort komt voor in Zimbabwe.